# Enric Casasses
Enric Casasses i Figueres (Barcelona, 1951) es un poeta, rapsoda y traductor español en lengua catalana. En 2012 fue ganador del Premio Nacional de Literatura de Cataluña. En 2020 fue el ganador del Premio de Honor de las Letras Catalanas. 

## Biografía
Hijo del químico y poeta, Enric Casassas i Simó, y de la también química, Pepita Figueres ha tenido una vida muy nómada, viviendo en Barcelona, La Escala, Tenerife, Montpellier, Nottingham, Llumesanas, Berlín hasta que finalmente, en 1997, regresó a Barcelona. También ha trabajado para editoriales como traductor. 
Su primer trabajo La bragueta encallada fue publicado en 1973. En los años siguientes siguió escribiendo pero tardó casi veinte años en publicar su siguiente obra La cosa aquella (1991) que recibe el premio Crítica Serra d'Or. En 1993 gana el Premio de la Crítica de poesía catalana por No hi érem. Es entonces cuando empieza a entrar en el circuito comercial.
En 2012 fue distinguido con el Premio Nacional de Literatura de Cataluña.
Entre las publicaciones en las que ha colaborado se encuentran las revistas artesanales Foragitats. Art i poesia  (del colectivo foragitats per dintre, 2003-2012) y Pèl capell, exili interior (Calonge de Mallorca y Barcelona). También ha colaborado con el compositor francés Pascal Comelade en discos como  La manera més salvatge y N'ix y ha traducido autores como  William Blake y Max Jacob.
En 2019 ganó el premio Lletra d'Or al mejor libro publicado en 2018 por el libro El nus de la flor, un libro compuesto por poemas, dibujos y música.

## Obra
Se caracteriza por utilizar una poesía muy sonora, jugando con los fonemas. Habitualmente sus creaciones parten de una idea concreta para transformarla y darle una visión particular. Está considerado por la crítica como un transgresor. Sus espectaculares recitales han contribuido a la vivencia de la poesía fuera de los libros. 
Su obra muestra influencias muy heterogéneas, de la poesía medieval al surrealismo, pasando por el renacimiento y el barroco, el crítico Manuel Guerrero ha dicho que lo considera heredero «del verbo poderoso de autores como Joan Salvat- Papasseit, Josep Vicenç Foix,  Joan Brossa, Joan Vinyoli o  Gabriel Ferrater». El mismo Casasses ha confesado ser tributario y admirador de autores como Víctor Català, Mercè Rodoreda o Fages de Climent.
Sus obras escritas en prosa, recopilaciones de colaboraciones en diarios u otras publicaciones también incorporan textos inéditos. Es el caso de El poble del costat.

## Publicaciones

### Poesía
- Cançons d'amor i de revolució, libro en internet, en la página de Transports Ciberians, 2007.
- Salomó. Barcelona: Editorial Cruïlla, 2004. - Con un poema infantil e ilustraciones de Leticia Feduchi Escario.
- La cosa aquella, edición facsímil bilingüe (castellano-català) con dibujos del autor, traducción de Marta Noguer Ferrer y Carlos Guzmán Moncada. Guadalajara, Jalisco, México: Ediciones Arlequín, 2004.
- Descalç. Ljubljana - Barcelona, El taller de poesóa 53. Vich: Emboscall, 2002.
- Que dormim?. Barcelona: Ampurias, 2002.
- Uh, con ilustraciones de Stella Hagemann. Aiguafreda: Container, 1997. Lérida: Pagès Editors, 2007.
- De la nota del preu del sopar del mosso. Barcelona: Khan, 1998.
- Coltells. Gaüses: Llibres del Segle, 1998.
- Plaça Raspall, poema en set cants. Barcelona: Edicions 62, 1998. Premio Ciutat de Palma de poesía 1999.
- Canaris fosforescents. Barcelona: Ampurias, 2001.
- Els nous cent consells del consell de cent. Barcelona: Cave Canis, 1996.
- D'equivocar-se així (Barcelona: Ampurias, Edicions 62, 1997) - premio Ausiàs March de poesía, Gandía, 1996.
- Calç. Àlbum de poesia d'un instant i alhora il·lustrada. Barcelona: Edicions Proa, 1996. Premio Carles Riba 1995.
- Començament dels començaments i ocasió de les ocasions. Barcelona: Ampurias, 1994.
- No hi érem. Barcelona: Ampurias, 1993. Premio Crítica de poesía catalana 1994.
- Desfà els grumolls. Valencia: Eliseu Climent, 3 y 4, 1994.
- La cosa aquella, con Sense trofeu y Text llest. Mahón: Druïda, 1982. Premio Crítica Serra d'Or de poesia 1992.
- Tots a casa al carrer. Palma: Universidad de las Islas Baleares, 1992.
- La  bragueta encallada. Mahón: Druïda, 1972.

### Narrativa
- El poble del costat, Empúries Narrativa 27 (Barcelona: Ampurias, 1993 y 2008)
- 13 articles epicurians: La foneria i el paper, ... edición artesanal limitada (Roure Edicions, 2008)

### Dramatúrgia
- Do'm, drama en tres actes. Con ilustraciones del autor y de Stella Hagemann. (Gerona: Accent Editorial, 2008) La obra se estrenó en la Sala Beckett de Barcelona en 2003.
- Monòleg del perdó, obra escrita expresamente para la actriz Laia de Mendoza, estrenado en Gerona en 2004.

### Poesía musicada
- La manera més salvatge, con Pascal Comelade y sus músicos (Discmedi 2006)
- El pa de navegar, poemes, con música de Manel Pagès, libro con dibujos de Stella Hagemann (Zanfonia / Grup 62 1999)
- Tira-li l'alè, con música del grupo de rock instrumental Triulet , CD (Barcelona: Discmedi Blau, 2012). Participan los músicos Miquel Ferrés, Gerard Rosich y Nicolas Bernard.

### Colaboraciones
Enric Casasses ha colaborado en innumerables acciones, recitales y proyectos culturales, entre otros:
- Joc partit, recitales interactivos con la poetisa Blanca Llum Vidal (2008)
- Pedra foguera, prologa esta antología de jóvenes poetas catalanes y la presenta en diferentes lugares (2008).
- Doce poetas catalanes del siglo XX, recitales de poesía catalana con el poeta mexicano, Orlando Guillén, autor de las traducciones al español. Véase el texto virtual en:la página de Orlando Guillén
- Poemas sin más, Enric recita Poesía ancadenada al CD que viene con este libro (2008) de Yuri Mykhaylychenko, poeta ucrainés-barcelonés. El libro y oír este y otros poemas en: página de Yuri

## Premios y reconocimientos
- Premio de la Crítica Serra d'Or (1991): La cosa aquella, seguido de Sense trofeu y Text llest.
- Premio de la crítica de l'Associació de Crítics Espanyols (1993): No hi érem.
- Premio Carles Riba (1995): Calç.
- Premio Ausiàs March de poesía (1996): D'equivocar-se així.
- Primer Premio Contenidor (1997): Uh.
- Premio Ciutat de Palma Joan Alcover (1997): Plaça Raspall.
- Premio de la Crítica Serra d'Or de traducció (2011): El gobelet de daus, de Max Jacob.
- Premi Nacional de Cultura de Literatura (2012): Por su trayectoria.
- Premio Rosalía de Castro, PEN Clube de Galicia.
- Premio de la Crítica Catalana de poesia (2019): El nus la flor.
- Premio Lletra d'Or (2019) al millor llibre publicat en llengua catalana: El nus la flor.
- Premi d'Honor de les Lletres Catalanes (2020).